# Gedenken an die Operation Overlord
Der Begriff Gedenken an die Operation Overlord bezieht sich auf die materielle Erinnerungskultur zur alliierten Befreiung Nordfrankreichs von den deutschen Besatzern während des Zweiten Weltkriegs.
Nach der alliierten Invasion in der Normandie (Operation Overlord) wurden auf dem ehemaligen Operationsgebiet viele Friedhöfe, Gedenkstätten und Museen eröffnet, die an die Gefallenen sowie an die Überlebenden, ebenso wie an die Geschehnisse erinnern sollen.
Zur Entlastung der Roten Armee hatte Josef Stalin die Westalliierten zur Eröffnung einer zweiten Front gedrängt. Auf der Konferenz von Teheran im November 1943 wurden daher Landungen in Nord- und Südfrankreich, die Operationen Overlord und Dragoon geplant. Auf der Casablanca-Konferenz wurde in Abwesenheit Stalins die Gründung eines kombinierten Hauptquartiers, des Supreme Headquarters Allied Expeditionary Force, beschlossen. Die Führung der Supreme Allied Commander übernahm Dwight D. Eisenhower. Sein Stabschef wurde, unter der Bezeichnung Chief of Staff to the Supreme Allied Commander, der Lieutenant-General (Generalleutnant) Frederick E. Morgan, der dann die Planungen für die Operation Overlord leitete. Als Hauptziele der Planungen war die Kontrolle der größeren Städte Caen, Bayeux, Saint-Lô und Cherbourg.
Nachdem es den Alliierten gelungen war, erfolgreich an den Stränden zu landen, verschoben sich die Kampfhandlungen in das Hinterland. Die Deutschen leisteten erbittert Widerstand und aufgrund des Bocage entwickelten sich die Kämpfe zeitweilig zu einem Stellungskrieg. Insgesamt dauerte die Operation Overlord etwa drei Monate, wobei der Endteil schnell voranging.

## Friedhöfe
In der Normandie und auch in der Bretagne wurden im Krieg und auch teilweise danach viele Friedhöfe für die Gefallenen beider Seiten eingerichtet.

### Amerikanische Soldatenfriedhöfe
Die beiden Friedhöfe werden von der American Battle Monuments Commission verwaltet.

#### Normandy American Cemetery and Memorial

Der amerikanische Soldatenfriedhof in Colleville-sur-Mer

Das World War II Normandy American Cemetery and Memorial wurde als Ehrung für die während der Operation Overlord gestorbenen US-amerikanischen Soldaten am 8. Juni 1944 von der 1. US-Armee gebaut.
Der Friedhof befindet sich bei Colleville-sur-Mer in der Normandie, Frankreich. Er liegt östlich von Saint-Laurent-sur-Mer und nordwestlich von Bayeux, sowie etwa 274 km westlich von Paris (Lage: ). Das Areal umfasst 49 ha (122 Acres) und beinhaltet 9389 Gräber. Am 23. Juni 2024 wurde mit Nathan B. Baskind der bislang letzte Gefallene dort beerdigt.
Besucher können den Friedhof von 9 bis 17 Uhr besichtigen.
An den Wänden des halbkreisförmigen Gartens auf der Ostseite des Denkmales sind die Namen von 1557 vermissten Amerikanern eingraviert. Das Denkmal besteht aus wiederum einer halbkreisförmigen Säulenreihe mit einer Loggia an jedem Ende und enthält Karten und Berichte der Militäreinsätze. Im Zentrum ist eine Bronzesäule aufgestellt, auf der „Geist der amerikanischen Jugend“ steht. Westlich vom Denkmal liegen das Gräberareal sowie eine kreisförmige Kapelle. Hinter der Kapelle sind Säulen aufgestellt, die die Vereinigten Staaten sowie Frankreich repräsentieren. Mit Theodore Roosevelt junior ist hier einer der höchst dekorierten Soldaten der US-Geschichte bestattet, ebenso sein schon im Ersten Weltkrieg gefallener Bruder Quentin Roosevelt.
Zu Beginn des Films Der Soldat James Ryan von Steven Spielberg aus dem Jahre 1998 besichtigt der Protagonist James Ryan das Grab des fiktiven Captain John Miller (gespielt von Tom Hanks). Dieses Grab wurde eigens für die Filmszene auf dem Friedhof platziert und danach wieder entfernt. Die dort begrabenen zwei Niland-Brüder dienten als Inspiration für den Film.

#### Brittany American Cemetery and Memorial

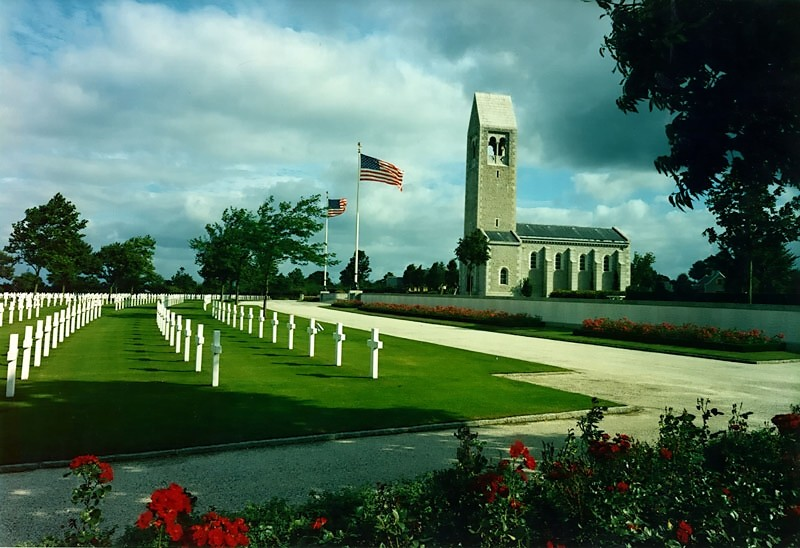
Der amerikanische Soldatenfriedhof in der Bretagne

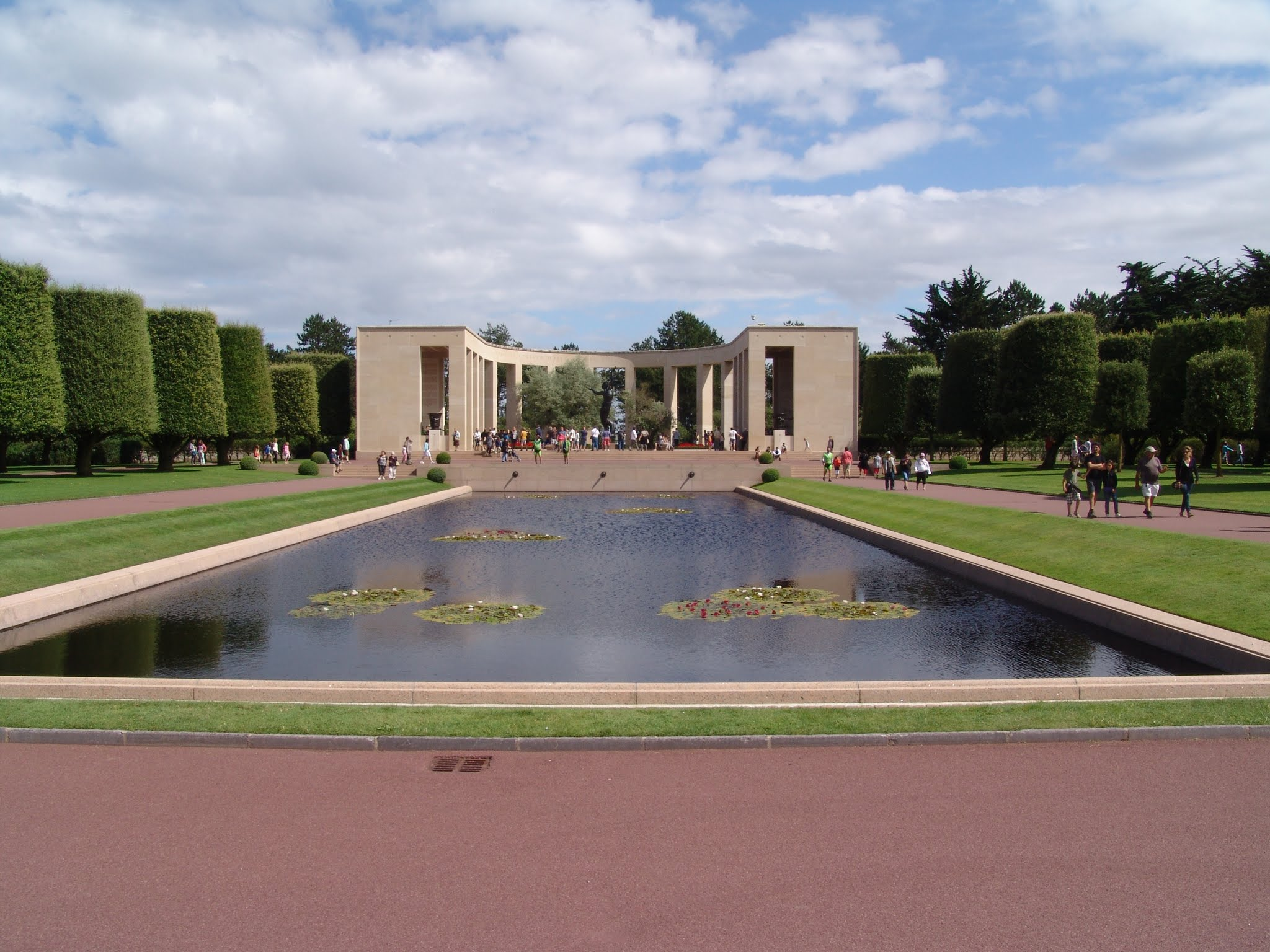
Amerikanischer Friedhof (Omaha Beach)

Der amerikanische Soldatenfriedhof mit seiner Gedenkstätte für die Gefallenen in der Bretagne liegt 2,4 Kilometer südöstlich von Saint-James, 19 Kilometer südlich von Avranches und 22,5 Kilometer nördlich von Fougères (Lage: ).
Auf dem 11,33 Hektar großen Gelände liegen 4.410 amerikanische Opfer der Schlacht um die Bretagne und die Normandie begraben. In der Umgrenzungsmauer der Terrasse des Denkmals sind die Namen von 498 Amerikanern eingraviert, deren Leichen nie gefunden wurden bzw. die als verschollen gelten. Der Friedhof wurde am 4. August 1944 von der 3. US-Armee zur Bestattung ihrer Gefallenen eröffnet.
Das aus grauem Granit erbaute Denkmal beherbergt die Kapelle und ebenso zwei große Karten, die die amerikanischen Operationen im Gebiet beschreiben, sowie Flaggen der amerikanischen Einheiten.

### Britische Soldatenfriedhöfe

#### Soldatenfriedhof in Banneville-la-Campagne
Auf dem Friedhof in Banneville-la-Campagne liegen hauptsächlich alliierte Soldaten, die ab der zweiten Juliwoche bis Mitte August in der Normandie im Bereich von Caen fielen. In dieser Zeit tobten die Schlacht um Caen sowie diverse andere Kämpfe im Umfeld. Die meisten hier bestatteten Opfer starben während der Operation Goodwood.
Der Friedhof liegt etwa acht Kilometer östlich der Stadt Caen und knapp dreieinhalb Kilometer westlich des Dorfes Troan.

#### Soldatenfriedhof Bayeux und Bayeux Memorial

##### Soldatenfriedhof in Bayeux
Bayeux wurde am Abend des 6. Juni 1944 von den Sherwood Rangers erobert; offiziell befreit wurde es jedoch erst einen Tag später. Danach richtete Charles de Gaulle in der Stadt seinen ersten Regierungssitz ein, woraufhin Bayeux zu einem Schlüsselpunkt für die Alliierten wurde.
Viele Militärlazarette bzw. -krankenhäuser wurden in der Stadt errichtet, weshalb so viele Tote auf dem Soldatenfriedhof liegen. Der Friedhof liegt nahe dem Museum in Bayeux, das an die Schlacht in der Normandie erinnert.

##### Bayeux Memorial
Das Bayeux Memorial gedenkt der Soldaten, die während der Schlacht um die Normandie bzw. der Operation Overlord starben, aber keine Grabstätte haben. In einer Inschrift am Memorial steht folgendes: NOS A GULIELMO VICTI VICTORIS PATRIAM LIBERAVIMUS was übersetzt ungefähr heißt: Einst wurden wir von William erobert und jetzt haben wir das Heimatland des Eroberers befreit. Die Namen der Gefallenen sind nach ihren ehemaligen Regimentern geordnet. Die Gedenkstätte liegt unmittelbar neben dem Soldatenfriedhof von Bayeux.

#### Kirchenfriedhof von Bénouville
Der Kirchenfriedhof von Bénouville liegt etwa zehn Kilometer nordöstlich von Caen und einige Kilometer südlich von Ouistreham entfernt.
Während der Operation Tonga wurden die Brücken über den Caen-Kanal und die Orne sowie der Ort Bénouville und das umliegende Gebiet von Einheiten der britischen 6th Airborne Division erobert. Einige der alliierten Soldaten, die bei den Kämpfen starben, wurden auf dem Kirchenfriedhof von Bénouville bestattet.
Insgesamt sind auf dem Friedhof 23 britische Soldaten beerdigt.

#### Soldatenfriedhof von Brouay
Mit dem Anlegen des Friedhofes wurde im Juni 1944 begonnen. Zwischen dem 10. und 18. Juni war das Gebiet um Brouay selbst Teil der Frontlinie, weshalb viele der Bestatteten in dieser Zeit fielen. Der Friedhof, auf dem viele Angehörige der Oxfordshire and Buckinghamshire Light Infantry sowie anderer britischen Divisionen, liegen, wurde noch bis zum August 1944 genutzt.
Der Friedhof ist im Vergleich mit den anderen Friedhöfen in der Normandie klein. Auf dem Friedhof sind „nur“ 378 alliierte Soldaten bestattet.

#### Soldatenfriedhof von Fontenay-le-Pesnel
Fontenay-le-Pesnel liegt etwa sechzehn Kilometer westlich von Caen. Der Friedhof selbst liegt einen Kilometer südlich des Dorfes.
Bei Fontenay-le-Pesnel fanden im Juni und Juli 1944 heftige Kämpfe statt, an denen auch die 49th (West Riding) Division beteiligt war, für die in der Nähe eine Gedenkstätte errichtet wurde. Der Friedhof wurde nach der Eroberung des Ortes von alliierten Truppenverbänden angelegt.
Neben vielen alliierten Soldaten liegen auf dem Soldatenfriedhof von Fontenay le Pesnil auch einige deutsche Soldaten, hauptsächlich Mitglieder der 12. SS-Panzer-Division „Hitlerjugend“, begraben.

#### Friedhof in Herouvillette
Herouvillette wurde vom Hauptteil der 2nd Oxfordshire & Buckinghamshire Light Infantry am 6. Juni 1944, dem D-Day, angegriffen und erobert. Deshalb sind alle der hier bestatteten Soldaten – insgesamt 27 Briten – Angehörige dieser Division.
Außerhalb des Friedhofes wurde zur Ehrung der Division eine Gedenkstätte errichtet.

#### Saint-Désir War Cemetery
Saint-Désir liegt vier Kilometer westlich von Lisieux, der Soldatenfriedhof jedoch noch ein Kilometer westlich des Dorfes. Die deutsche Kriegsgräberstätte von Lisieux liegt ebenfalls in der Nähe.
Der Soldatenfriedhof bei Saint-Désir ist der östlichste der Soldatenfriedhöfe in der Normandie. Der Großteil der hier bestatteten Soldaten starb im letzten Teil der Operation Overlord, während des Vorstoßes zur Seine. Es sind jedoch auch Soldaten auf dem Soldatenfriedhof begraben, die in deutscher Kriegsgefangenschaft an ihren Verletzungen starben.
Auf dem Friedhof befinden sich 597 Commonwealth-Kriegsgräber aus dem Zweiten Weltkrieg. 78 dieser Gräber wurden nach dem Krieg zusammen mit vier Toten aus dem Ersten Weltkrieg vom Ortsfriedhof aus Chartres hierher verlegt.

#### Soldatenfriedhof Saint-Manvieu
Der Soldatenfriedhof von Saint-Manvieu wurde im Juni 1944 angelegt. Auf ihm sind Gefallene der Kämpfe westlich von Caen, hauptsächlich aus der Schlacht von Tilly-sur-Seulles und den Operationen Epsom und Jupiter bestattet. Einige der Soldaten, die bei der Attacke auf den Hügel 112 fielen, sind ebenfalls hier begraben.

#### Secqueville-en-Bessin War Cemetery
Der Soldatenfriedhof von Secqueville-en-Bessin enthält die Gräber der Soldaten, die bei dem Vorstoß auf Caen Anfang Juli und bei den anhaltenden Gefechten zum Ende des Monats starben. Der Friedhof verfügt über 99 Commonwealth-Kriegsgräber sowie 18 deutsche Gräber.
Alle der Toten starben im Juli 1944. Der Friedhof wurde nach 1944 nicht mehr verändert; es wurden keine neuen Bestattungen unternommen.

#### Soldatenfriedhof in Hermannville
Der Soldatenfriedhof in Hermanville-sur-Mer, das etwa dreizehn Kilometer von Caen entfernt liegt, wurde kurz nach dem D-Day eröffnet und hieß aufgrund der Nähe zu Sword Beach ursprünglich Sword Beach Cemetery.
Die meisten hier bestatteten Soldaten stammten aus Einheiten der britischen 3. Infanteriedivision, die Hermanville auch befreite. Viele der Gräber enthalten alliierte Soldaten, die in der Anfangszeit der Operation Overlord den Tod fanden. Es kamen jedoch auch Soldaten, die bei der Operation Goodwood, Mitte Juli 1944, und bei dem Kessel von Falaise, Anfang August, gestorben waren, hinzu. Nach dem Krieg wurden einige Gräber vom Friedhof entfernt. Auf dem Friedhof sind neben Infanteristen auch Marinepersonal und Kommandoeinheiten begraben.
Der Steinbereich des Parkplatzes wurde wie das Insignia der britischen 3. Infanteriedivision gestaltet.

#### Soldatenfriedhof bei Hottot-les-Bagues
Die meisten der auf dem Soldatenfriedhof bei Hottot-les-Bagues befindlichen Bestatteten starben im Umkreis während der heftigen Kämpfe im Juni und Juli 1944, als die Alliierten versuchten, die Deutschen von Bayeux fernzuhalten und nach Caen vorzurücken.
Heute befinden sich auf dem Friedhof 1.015 britische Commonwealth-Gräber aus der Zeit von 1939 bis 1945. 56 dieser Toten sind nicht identifiziert. Außerdem liegen 132 Deutsche und ein nicht im Zweiten Weltkrieg gestorbener Mensch auf dem Friedhof.

#### Soldatenfriedhof La Déliverande
Auf dem Soldatenfriedhof von Douvres-la-Délivrande liegen hauptsächlich Gefallene des D-Day, die an den Abschnitten Oboe und Peter des Sword Beach fielen.
Andere gefallene alliierte und deutsche Soldaten wurden später auf den Friedhof gebracht, nachdem sie im Gebiet zwischen der Küste und Caen gestorben waren. Heute befinden sich 942 Commonwealth-Kriegsgräber auf dem Friedhof.

#### Soldaten- und Kirchenfriedhof in Ranville
Der Soldatenfriedhof befindet sich nördlich von Caen im Ort Ranville an der Rue des Airbornes.
Ranville war während der Operation Tonga ein Ziel alliierter Einheiten. Der Kirchenplatz wurde genutzt, um die gefallenen Soldaten zu begraben. Nach dem Zweiten Weltkrieg wurden weitere Tote aus den umliegenden Gebieten (Amfreville, Colleville-sur-Mer u. a.) auf den Friedhof verlegt. 1946 wurde der Friedhof für Neubestattungen endgültig geschlossen. Viele der hier beerdigten Gefallenen waren Soldaten der britischen 6. Luftlandedivision. In der Nähe des Soldatenfriedhofes befindet sich der kleinere Kirchenfriedhof, auf dem die ersten am D-Day gefallenen Soldaten beerdigt wurden.
Einer der auf dem Kirchenfriedhof Bestatteten ist der Lieutenant Den Brotheridge, der erste am D-Day gefallene alliierte Soldat. Brotheridge kommandierte einen Zug der D-Kompanie der Oxford and Bucks Light Infantry der britischen 6. Luftlandedivision, mit der er am 6. Juni 1944 um die Pegasusbrücke kämpfte. Auf der noch in deutscher Hand befindlichen Seite der Brücke warf Brotheridge eine Handgranate in den dort befindlichen Bunker. Im darauf folgenden Moment wurde Brotheridge von einem Nackenschuss tödlich verwundet. Er starb daraufhin am Morgen des 6. Juni im Alter von 29 Jahren.

#### Soldatenfriedhof Ryes
Der Friedhof wurde am 8. Juni 1944 in Betrieb genommen und liegt in der Nähe von Gold Beach und etwa acht Kilometer von Bayeux entfernt.
Neben vielen Infanterie- und anderen Landungstruppen sind in Ryes auch diverse Marinesoldaten und -mechaniker auf dem Friedhof beerdigt. Bei einigen Gräbern steht auf der Inschrift, dass die Soldaten an ihren Verletzungen starben, was darauf schließen lässt, dass sich in der Nähe ein Lazarett befand.

#### Tilly-sur-Seulles Soldatenfriedhof
Nach der alliierten Landung in der Normandie entbrannten heftige Kämpfe um und in Tilly-sur-Seulles, an der unter anderem die britische 7th Armoured Division beteiligt war. Es gelang den Alliierten erst am 19. Juni, Tilly-sur-Seulles zu erobern.
Die erste Beerdigung auf diesem Soldatenfriedhof fand am 8. Juli statt. Danach wurden kontinuierlich weitere alliierte Soldaten hier bestattet.
Heute befinden sich auf dem Friedhof etwa 990 Commonwealth-Kriegsgräber aus den Jahren 1939–45, von denen 45 nicht identifizierte Tote beinhalten. Außerdem befinden sich auf dem Friedhof 232 Gräber von deutschen Soldaten.

#### Jerusalem War Cemetery bei Tilly-sur-Seulles
Der Jerusalem War Cemetery bei Tilly-sur-Seulles ist der kleinste der Soldatenfriedhöfe in der Normandie, ebenso wie einer der kleinsten des Zweiten Weltkriegs in Nordwest-Europa.
Der Friedhof wurde im Juni 1944 angelegt, als in der Gegend um Tilly-sur-Seulles gekämpft wurde. Die nahe gelegenen Farmgebäude wurden als vorgezogenes Feldlazarett genutzt, weshalb viele der dort an ihren Wunden gestorbenen Soldaten auf dem Friedhof bestattet wurden. Nachdem die Kampfhandlungen in Tilly-sur-Seulles beendet waren und im Bocage weitergeführt wurden, wurde der Soldatenfriedhof nicht mehr genutzt.

#### Soldatenfriedhof Tourgéville
Der Soldatenfriedhof von Tourgéville wurde bereits zum Ende des Ersten Weltkriegs angelegt, um in Lazaretten verstorbene Soldaten des Commonwealth und der U.S. Army zu bestatten. Während des Zweiten Weltkriegs wurden auf diesem Friedhof weitere Soldaten des Commonwealth beigesetzt, die in der Gegend gefallen waren, sowie die Leichen von 33 deutschen Gefangenen.
Der Friedhof befindet sich in der Betreuung durch die Commonwealth War Graves Commission (CWGC).

### Kanadische Soldatenfriedhöfe

#### Soldatenfriedhof in Bretteville-sur-Laize
Der Friedhof liegt etwa vierzehn Kilometer südlich von Caen, etwa nördlich des Dorfes Cintheaux, sowie drei Kilometer von Bretteville-sur-Laize entfernt.
Die meisten Menschen, die auf dem kanadischen Soldatenfriedhof in Bretteville-sur-Laize bestattet wurden, starben bei den späten Kämpfen während der Schlacht um die Normandie, so beispielsweise im Kessel von Falaise. Der Großteil der hier beerdigten Soldaten stammte aus Einheiten des 2. Kanadischen Korps und starb im späten Juli sowie Anfang August 1944.
In Bretteville-sur-Laize fanden 2957 Opfer des Zweiten Weltkriegs, hauptsächlich Kanadier, ihre letzte Ruhe. 87 der Leichen konnten nicht identifiziert werden.

#### Kanadischer Soldatenfriedhof in Bény-sur-Mer
Die 3rd Canadian Division kämpfte sich seit ihrer Landung am Juno Beach, während des D-Day, durch die Normandie in Richtung Caen. Bei den Kämpfen mit deutschen Einheiten unter anderem der 12. SS-Panzer-Division Hitlerjugend starben viele kanadische und auch deutsche Soldaten.
Die kanadischen Opfer dieser Kämpfe sind auf dem Soldatenfriedhof in Bény-sur-Mer bestattet.

### Deutsche Soldatenfriedhöfe
Viele der in der Normandie gefallenen deutschen Soldaten wurden auf einzelnen Gräbern, auf Feldern oder auf kleinen Friedhöfen bestattet. In den Jahren nach dem Zweiten Weltkrieg beschloss der Volksbund Deutsche Kriegsgräberfürsorge, sechs größere deutsche Soldatenfriedhöfe in der Normandie anzulegen.

#### Deutsche Kriegsgräberstätte in La Cambe

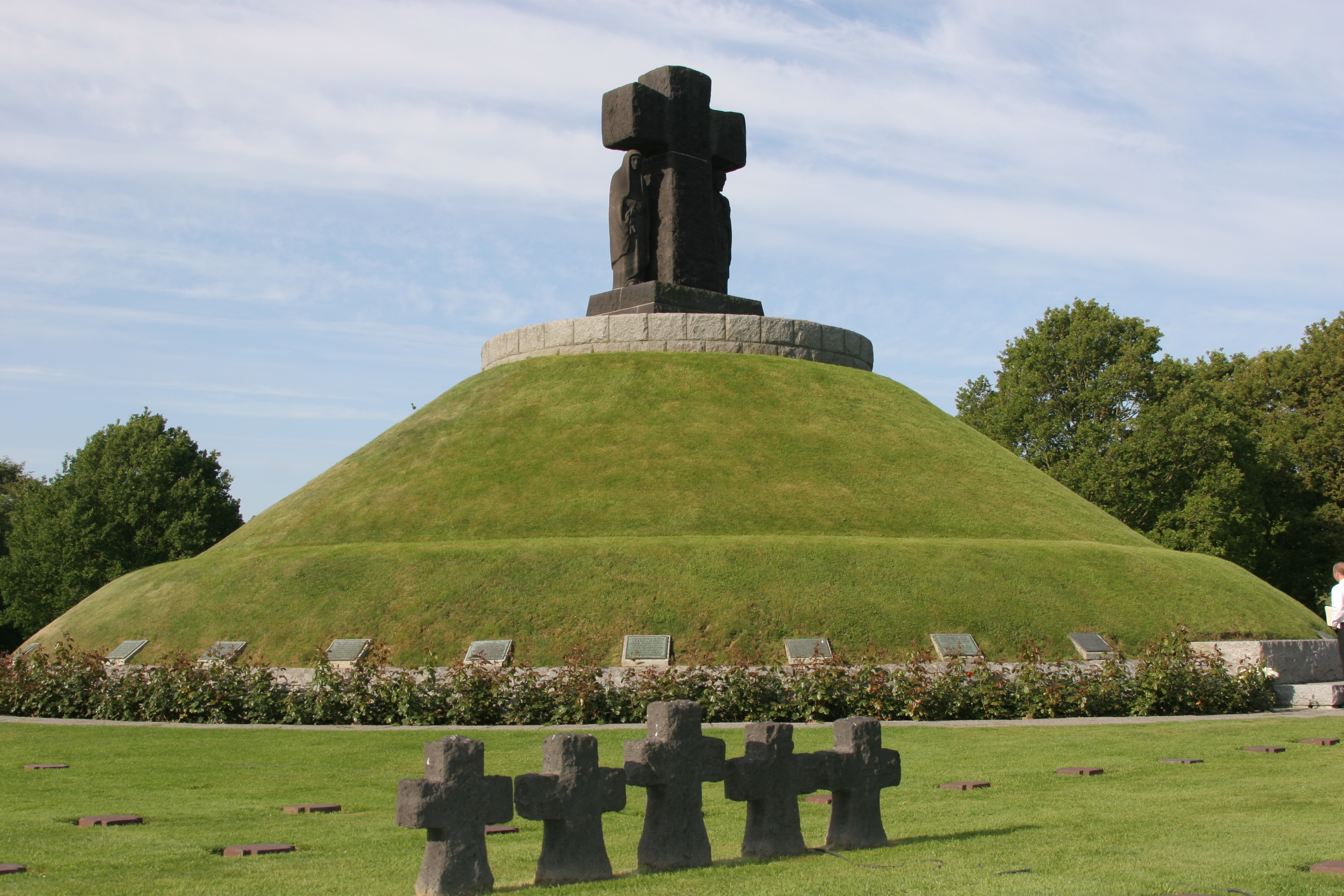
Deutsche Kriegsgräberstätte in La Cambe (2009)

Blick auf ein Grabareal

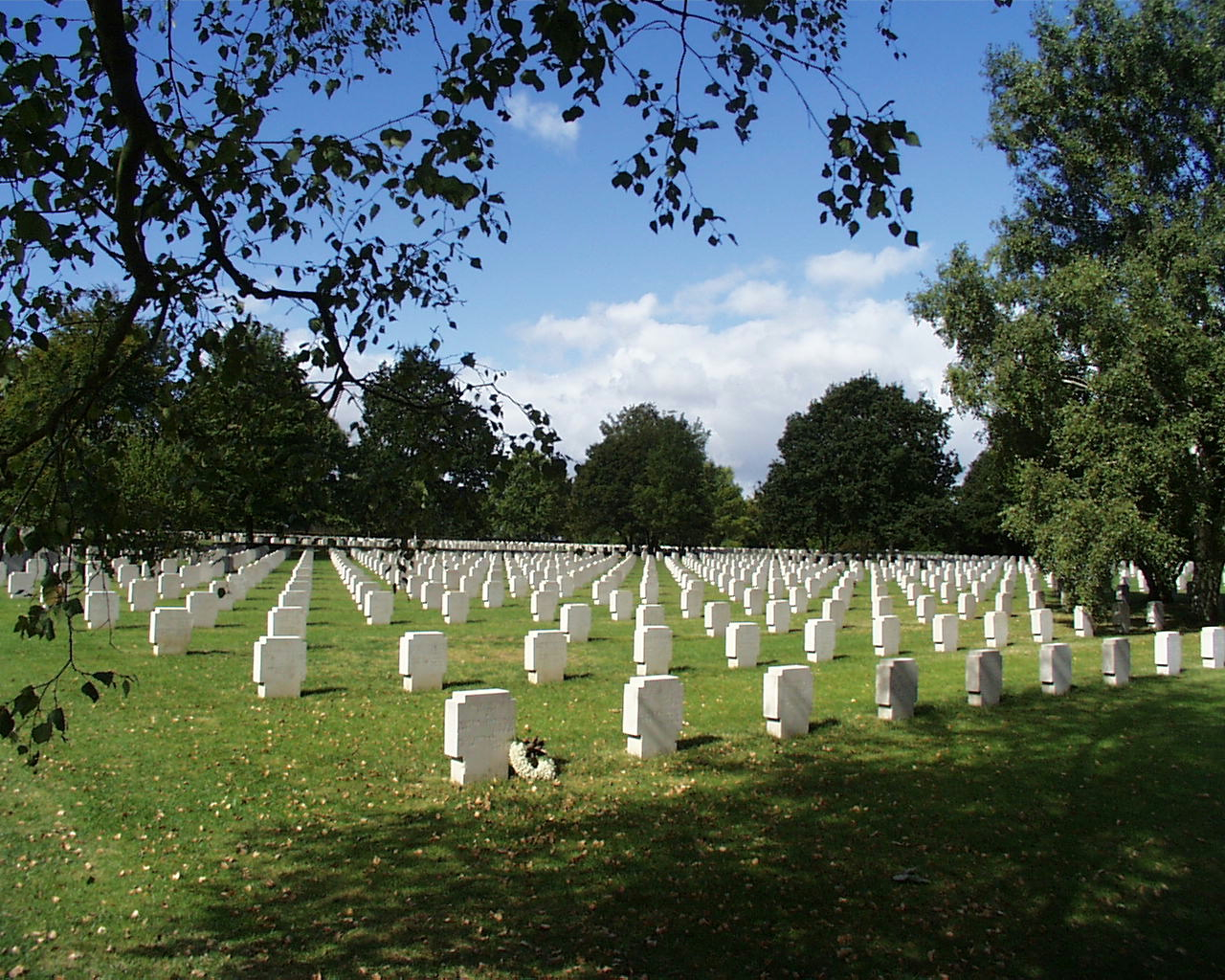
Champigny St. André

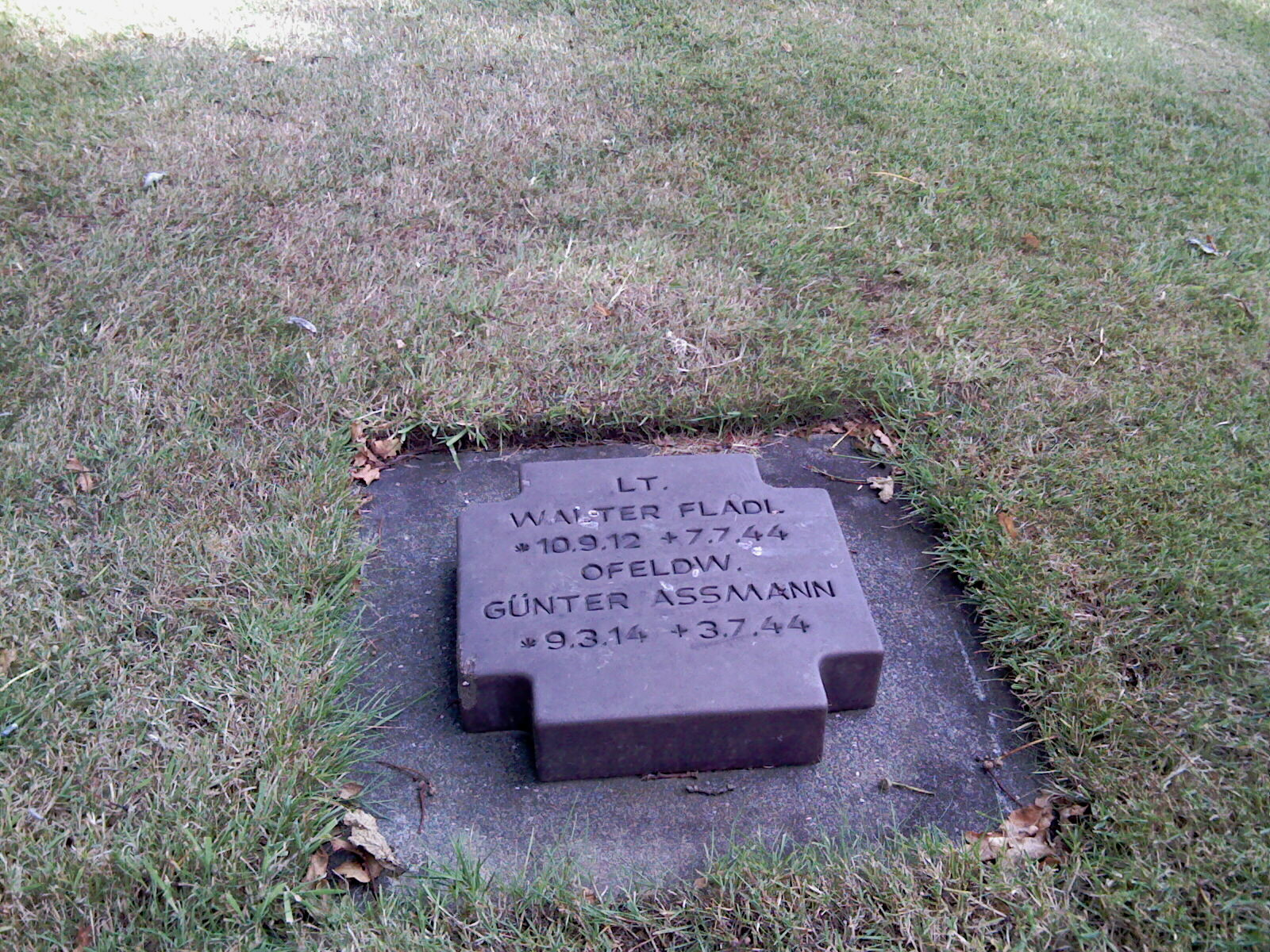
Details eines Grabes

Der Bau der Deutschen Kriegsgräberstätte La Cambe wurde im Jahr 1954 begonnen. Während dieser Zeit wurden mehr als zwölftausend Tote aus ihren alten Gräbern in mehreren Hunderten Orten der Départements Calvados und Orne exhumiert und auf den Friedhof von La Cambe verlegt. Der Bau des Friedhofes wurde im Jahr 1961 abgeschlossen, woraufhin der Soldatenfriedhof im September desselben Jahres eingeweiht wurde. Seitdem wurden über siebenhundert weitere Soldaten, deren Leichname in der Gegend gefunden wurden, auf dem Friedhof beerdigt.
Insgesamt wurden 21.222 deutsche Soldaten auf dem Soldatenfriedhof von La Cambe beerdigt. 207 unbekannte und 89 identifizierte Soldaten wurden in Massengräbern bestattet.
Seit Mitte der 1990er-Jahre befindet sich auf dem Friedhofsgelände ein Informationszentrum. Dort kann man eine Dauerausstellung des Volksbund Deutsche Kriegsgräberfürsorge besichtigen sowie in einer digitalen Datensammlung nach Bestatteten suchen.

#### Deutscher Soldatenfriedhof von Champigny St. André
20 km südöstlich von Evreux liegt der deutsche Soldatenfriedhof Champigny St. André. Dieser Friedhof wurde am 12. September 1964 eingeweiht. Es liegen 19.809 deutsche Kriegstote unter Steinkreuzen aus Muschelkalk (je zwei oder drei Soldaten) sowie in einem großen Massengrab mit 816 Toten (da sich viele Gebeine bei der Umbettung nicht mehr trennen ließen, bzw. nur 303 identifiziert werden konnten). Der Friedhof ist durch das Grab von Fritz Witt bekannt.

#### Deutsche Kriegsgräberstätte Marigny
Die Deutsche Kriegsgräberstätte Marigny befindet sich in der Gemeinde La Chapelle-en-Juger im Département La Manche. Hier ruhen 11.619 deutsche Soldaten, die in der Normandie gefallen sind.

#### Deutsche Kriegsgräberstätte Mont d’Huisnes
Die Deutsche Kriegsgräberstätte Mont d’Huisnes befindet sich einige Hundert Meter östlich der Ortschaft Huisnes-sur-Mer. Sie ist ein Gruftbau, in dem 11.956 Gefallene des Zweiten Weltkrieges beigesetzt sind.

#### Deutsche Kriegsgräberstätte Orglandes

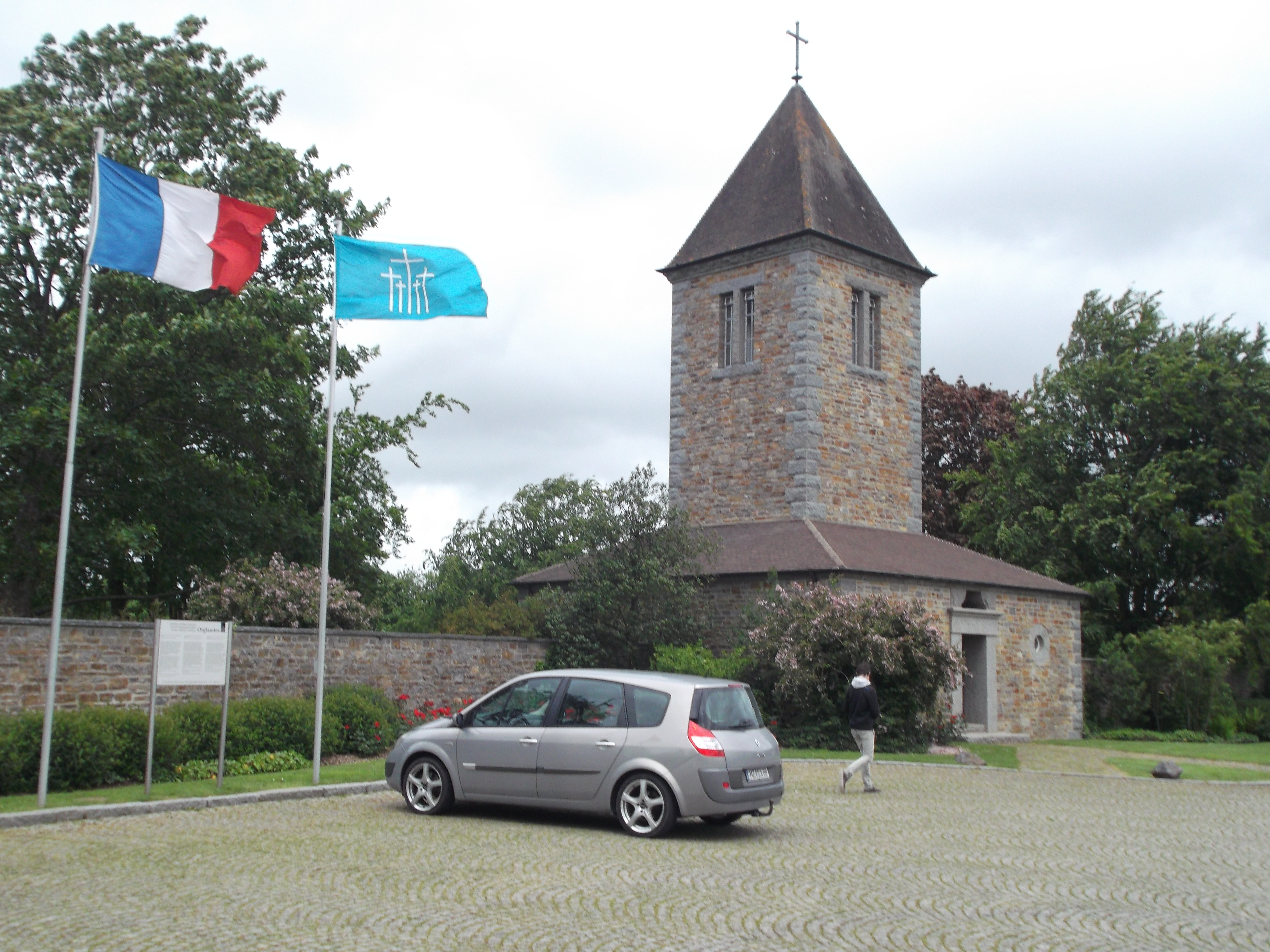
Eingang des Kriegsgräberfriedhofes Orglandes.

Die Kriegsgräberstätte Orglandes liegt am Nordausgang des Dorfes Orglandes im Département Manche. Hier ruhen 10.152 Gefallene.

#### Deutscher Soldatenfriedhof von Saint-Désir-de-Lisieux
Neben der Kriegsgräberstätte von La Cambe legte der Volksbund Deutsche Kriegsgräberfürsorge auch den Soldatenfriedhof von Saint-Désir-de-Lisieux an. Dieser Friedhof enthält Gräber von Gefallenen aus der Zeit von Juni bis August 1944. Viele der hier Beerdigten waren an ihren Wunden im nahe gelegenen Krankenhaus bei Lisieux gestorben, wohingegen andere bei den Kämpfen bei Falaise fielen.
Insgesamt sind auf dem Friedhof 3.735 deutsche Soldaten begraben. Der Friedhof wurde zwischen 1957 und 1958 eingerichtet und am 21. September 1958 eingeweiht.

#### Englische Friedhöfe mit deutschen Gefallenen
Zehn der oben genannten britischen Kriegsgräberstätten beherbergen in einer besonderen Abteilung in ihrer Anlage auch deutsche Gefallene (Anzahl in Klammern).
- Bayeux/Calvados (467)
- Fontenay-le-Pesne/Calvados (59)
- Hottot-les Bagues/Calvados (132)
- Douvres-la-Delivrande/Calvados (182)
- Ranville/Calvados (323)
- Ryes-Bazenville/Calvados (325)
- Cheux-St.-Manvieu/Calvados (555)
- Tilly-sur-Seulles/Calvados (32)
- Tourgéville/Calvados (33)

### Einzelne Gräber
In der Normandie wurden jedoch nicht nur Friedhöfe für die Gefallenen errichtet, sondern teilweise auch einzelne Gräber.
So wurde in Cahagnes der Lieutenant James Gerald Marshall-Cornwall beerdigt. Er kommandierte einen Panzer, als er von einem deutschen Scharfschützen getötet wurde. Danach wurde er an derselben Stelle beerdigt. Sein Vater kaufte nach dem Krieg das Stück Land und errichtete eine Gedenkstätte hinter dem Grabstein der Commonwealth War Graves Commission.
An anderer Stelle wurde Captain (Hauptmann) George Charles Grey, der in der Anfangsphase der Operation Bluecoat am 30. Juli 1944 im Alter von 25 Jahren starb, beerdigt. Er wurde von seinen Kameraden auf dem Schlachtfeld bestattet, woraufhin seine Familie hier ein Grab für ihn errichtete. Grey war ein Mitglied des Stadtrats von Berwick-upon-Tweed und außerdem der Sohn des Major-General (Generalmajor) Wulf Henry Grey.

## Gedenkstätten

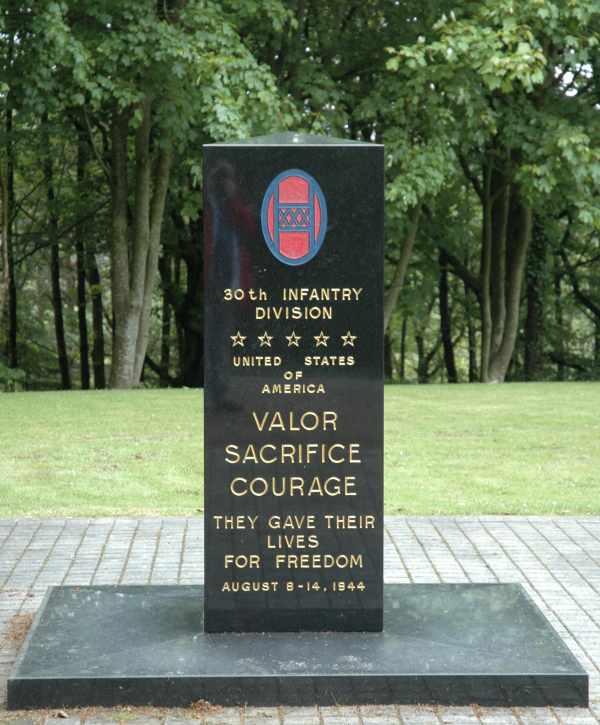
Gedenkstätte bei Mortain

Um der Schlacht um Caen und der Operation Overlord zu gedenken, wurden viele Denkmäler errichtet. So beispielsweise an der Straße zur Odon-Brücke, bei Tourmauville ein Denkmal für die 15. Schottische Division oder auf dem Hügel 112 ein Monument für 53. Walisische Division sowie eines für die 43. Wessex Division errichtet. Des Weiteren wurde in der Nähe des Hügels 112 ein neuer Wald gepflanzt, der heute als Gedenkpark dient.
Es lassen sich außerdem auch in und um Cherbourg diverse Gedenkstätten, die an die verlustreichen Kämpfe um die Gegend erinnern, finden.
So existiert auch bei der Stadt Mortain eine Gedenkstätte, die an das Unternehmen Lüttich erinnert.

## Museen

### Caen
An die Landung in der Normandie, die Schlacht um Caen und den Zweiten Weltkrieg erinnert heute die Gedenkstätte Mémorial mit dem Friedensmuseum (Musée de la paix) in Caen. Sie wurde über dem ehemaligen Befehlsbunkers des Generals Wilhelm Richter, des Kommandanten der 716. Deutschen Infanteriedivision, auf Initiative der Stadt Caen errichtet. Am 6. Juni 1988 wurde sie vom damaligen französischen Staatspräsidenten François Mitterrand, sowie von zwölf Botschaftern, der an dem Kampf in der Normandie beteiligten Nationen, eingeweiht. Das Museum ist pazifistisch orientiert und grenzt an den Parc international pour la Libération de l'Europe, einen Garten der der alliierten Beteiligten der Invasion gedenkt.

### Cherbourg
In Cherbourg, im Fort du Roule, auf dem Berg von Roule, befindet sich heute das Musée de la Liberation de Cherbourg, das älteste Museum in der Normandie, das an die Geschehnisse während der Operation Overlord sowie der deutschen Besatzungszeit ebenso wie an die Schlacht um Cherbourg, erinnert. Im Museum werden jedoch weder Waffen noch Uniformen dargestellt.

### Benouville
Im Pegasusbrückenmuseum kann heute die Originalbrücke, die 1944 von britischen Fallschirmjägern im Verlauf der Operation Tonga erobert wurde, besichtigt werden. Außerdem befinden sich im Museum diverse Fundstücke, Berichte, Karten und anderes.

### Merville
Die ehemalige Artilleriebatterie bei Merville kann von Touristen besichtigt werden. In einem der alten erhaltenen Bunkerbauten vom Typ Regelbau 611, der Kasematte Nr. 1, ist heute ein kleines Museum untergebracht. Vor der mit Gras überwachsenen Batterie steht ein kleines Denkmal für das 9. Britische Bataillon der 6. Britischen Luftlandedivision sowie ein Gedenkstein mit einer Büste, die Colonel Otway, den Kommandeur der Einheit, darstellt.

### New Orleans
Das offizielle, vom Kongress dazu autorisierte Museum der USA (The National D-Day Museum) wurde am 6. Juni 2000 in New Orleans eröffnet. Dies bereitete eine Stiftung, initiiert von Stephen Ambrose, New Orleans Universität, seit 1991 vor. Es wurde hier errichtet, weil hier die dafür wichtigen Landungsboote (Higginsboote (LCVP)) gebaut wurden. Aus diesem Grund nannte Dwight D. Eisenhower Higgins „den Mann, der den Krieg für uns gewann“. Das Museum erinnert neben der Normandie auch an andere Landungsunternehmen, bei denen die US-Streitkräfte im Zweiten Weltkrieg gegen die Achsenmächte kämpften.

### Brest
Die Festung Montbarey in Brest, erbaut unter König Ludwig XIV. und einer der starken deutschen Stützpunkte bei der Belagerung der Stadt, beherbergt heute ein Museum. Das Fort ist ein offizielles Denkmal des Zweiten Weltkriegs. Seit 1984 ist hier eine Dauerausstellung über die Zeit des Départements Finistère unter deutscher Besatzung zu sehen.

### Ablauf der Invasion
- normandie44lamemoire.com (englisch und französisch)

### Museen
- Pegasus Memorial (englisch)
- Übersicht über Museen und Gedenkstätten (englisch)
- Normandy American Cemetery (englisch)
- The National World War II Museum in New Orleans, Übersicht
- Information zum 60. Jahrestag des D-Day (englisch)

### Pflege der Kriegsgräber
- britische Kriegsgräberkommission (englisch)
- deutsche Kriegsgräberkommission

### Kriegsgräberstätten
- Gedenkstätten und Friedhöfe, sowie Museen (englisch)
- Kriegsgräberstätten der Normandie auf der Internetseite faehrtensucher.com (deutsch)
- 6juin1944.com (englisch)
- Karte der zivilen Opfer (französisch)